# Pływanie na Letnich Igrzyskach Olimpijskich 1952 – 100 m stylem grzbietowym kobiet
100 m stylem grzbietowym kobiet – jedna z konkurencji pływackich rozgrywanych podczas XV Igrzysk Olimpijskich w Helsinkach. Eliminacje odbyły się 29 lipca, a finał 31 lipca 1952 roku.
Mistrzynią olimpijską niespodziewanie została reprezentantka Związku Południowej Afryki Joan Harrison, uzyskawszy czas 1:14,3. Faworytka konkurencji, Holenderka Geertje Wielema, która w eliminacjach pobiła rekord olimpijski (1:13,8), dwa dni później popłynęła wolniej i zakończyła wyścig na drugim miejscu, ze stratą 0,2 s do Harrison. Brązowy medal zdobyła Jean Stewart z Nowej Zelandii. Holenderka Joke de Korte uzyskała taki sam czas (1:15,8) jak Stewart, ale sędziowie zdecydowali o przyznaniu medalu Nowozelandce.

## Rekordy
Przed zawodami rekord świata i rekord olimpijski wyglądały następująco:
| Rekord            | Zawodniczka | Czas   | Miejsce   | Data             |       |
| ----------------- | ----------- | ------ | --------- | ---------------- | ----- |
| Rekord świata     | Cor Kint    | 1:10,9 | Rotterdam | 22 września 1939 | [ 1 ] |
| Rekord olimpijski | Karen Harup | 1:14,4 | Londyn    | 5 sierpnia 1948  | [ 2 ] |

W trakcie zawodów ustanowiono następujące rekordy:
| Data     | Etap konkurencji | Zawodniczka     | Czas   | Rekord |
| -------- | ---------------- | --------------- | ------ | ------ |
| 29 lipca | eliminacje       | Geertje Wielema | 1:13,8 | OR     |

## Wyniki

### Eliminacje
Do finału zakwalifikowało się 8 pływaczek z najlepszymi czasami.

#### Wyścig eliminacyjny 1
| Miejsce | Zawodniczka       | Państwo           | Czas   | Uwagi |
| ------- | ----------------- | ----------------- | ------ | ----- |
| 1.      | Geertje Wielema   | Holandia          | 1:13,8 | Q,    |
| 2.      | Jean Stewart      | Nowa Zelandia     | 1:16,0 | Q     |
| 3.      | Margaret McDowell | Wielka Brytania   | 1:17,5 | Q     |
| 4.      | Barbara Stark     | Stany Zjednoczone | 1:17,9 | Q     |
| 5.      | Gerda Olsen       | Dania             | 1:20,1 |       |
| 6.      | Anneli Haaranen   | Finlandia         | 1:21,7 |       |

#### Wyścig eliminacyjny 2
| Miejsce | Zawodniczka                  | Państwo           | Czas   | Uwagi |
| ------- | ---------------------------- | ----------------- | ------ | ----- |
| 1.      | Ria van der Horst            | Holandia          | 1:17,0 | Q     |
| 2.      | Gertrud Herrbruck            | Niemcy            | 1:17,8 | Q     |
| 3.      | Mary Freeman                 | Stany Zjednoczone | 1:18,0 |       |
| 4.      | Edith de Oliveira            | Brazylia          | 1:20,0 |       |
| 5.      | Lenora Fisher                | Kanada            | 1:22,9 |       |
| 6.      | Irena Milnikiel              | Polska            | 1:25,5 |       |
| 7.      | Doris Gontersweiler-Vetterli | Szwajcaria        | 1:26,5 |       |

#### Wyścig eliminacyjny 3
| Miejsce | Zawodniczka        | Państwo           | Czas   | Uwagi |
| ------- | ------------------ | ----------------- | ------ | ----- |
| 1.      | Joan Harrison      | Południowa Afryka | 1:14,7 | Q     |
| 2.      | Joke de Korte      | Holandia          | 1:15,8 | Q     |
| 3.      | Pauline Musgrave   | Wielka Brytania   | 1:19,6 |       |
| 4.      | Magdolna Hunyadfy  | Węgry             | 1:19,6 |       |
| 5.      | Coralie O'Connor   | Stany Zjednoczone | 1:19,7 |       |
| 6.      | Margareta Westeson | Szwecja           | 1:22,7 |       |
| 7.      | Erna Herbers       | Niemcy            | 1:23,1 |       |

### Finał
| Miejsce | Zawodniczka       | Państwo           | Czas     | Uwagi |
| ------- | ----------------- | ----------------- | -------- | ----- |
| 1. !    | Joan Harrison     | Południowa Afryka | 1:14,3   |       |
| 2. !    | Geertje Wielema   | Holandia          | 1:14,5   |       |
| 3. !    | Jean Stewart      | Nowa Zelandia     | 1:15,8   |       |
| 4.      | Joke de Korte     | Holandia          | 1:15,8   |       |
| 5.      | Barbara Stark     | Stany Zjednoczone | 1:16,2   |       |
| 6.      | Gertrud Herrbruck | Niemcy            | 1:18,0   |       |
| 7.      | Margaret McDowell | Wielka Brytania   | 1:18,4   |       |
| 8. !    | Ria van der Horst | Holandia          | 9:99,9 ! | DSQ   |